# Zalantun

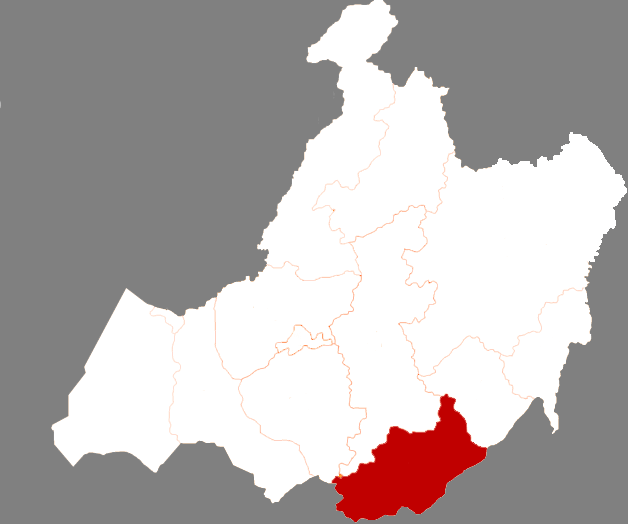
Lage Zalantuns in Hulunbuir

Zalantun (chinesisch 扎兰屯市, Pinyin Zhālántún Shì; mongolisch ᠵᠠᠯᠠᠨ ᠠᠶᠢᠯ ᠬᠣᠲᠠ Jalan Ayil qota) ist eine kreisfreie Stadt im Autonomen Gebiet Innere Mongolei der Volksrepublik China. Sie gehört zum Verwaltungsgebiet der bezirksfreien Stadt Hulun Buir. Zalantun hat eine Fläche von 16.800 km² und zählt rund 450.000 Einwohner (Ende 2009).
Der Zalantun-Nationalpark 扎兰屯风景名胜区 liegt auf dem Gebiet der Stadt.

## Administrative Gliederung
Auf Gemeindeebene setzt sich Zalantun aus sieben Straßenvierteln, sechs Großgemeinden und drei Nationalitätengemeinden zusammen. Diese sind:
| Straßenviertel Fanrong (繁荣街道); Straßenviertel Gaotaizi (高台子街道); Straßenviertel Hexi (河西街道); Straßenviertel Tiedong (铁东街道); Straßenviertel Xiangyang (向阳街道); Straßenviertel Xinghua (兴华街道); Straßenviertel Zhengyang (正阳街道); Großgemeinde Dahewan (大河湾镇); | Großgemeinde Hoyorshan (浩饶山镇); Großgemeinde Moguqi (磨菇气镇); Großgemeinde Qinggis Haan (成吉思汗镇); Großgemeinde Wati (洼堤镇); Großgemeinde Woniuhe (卧牛河镇); Daurische Nationalitätengemeinde (达斡尔民族乡); Ewenkische Nationalitätengemeinde Samagir (萨马街鄂温克民族乡); Oroqenische Nationalitätengemeinde Nomhan (南木鄂伦春民族乡). |

Hinzu kommen vier Staatsfarmen (eine davon eine Gefängnis-Außenstelle) und eine staatliche Pferdefarm.